# كأس ألمانيا 1976–77
كأس ألمانيا 1976–77 (بالألمانية: DFB-Pokal 1976/77)‏ هو الموسم 34 من كأس ألمانيا. أشرف على تنظيمه اتحاد ألمانيا لكرة القدم، وكان عدد الأندية المشاركة فيه 128، وفاز فيه نادي كولن.